# Barjas (kommun)
Barjas är en kommun i Spanien.   Den ligger i provinsen Provincia de León och regionen Kastilien och Leon, i den nordvästra delen av landet, 400 km nordväst om huvudstaden Madrid. Antalet invånare är 232. Arean är 63 kvadratkilometer. Barjas gränsar till Vega de Valcarce, franskspråkiga Wikipedia, Trabadelo, Corullón, Oencia, Folgoso do Courel och Pedrafita do Cebreiro. 
Terrängen i Barjas är kuperad.